# Rattus villosissimus
Rattus villosissimus  (Waite, 1898) è un roditore della famiglia dei Muridi endemico dell'Australia.

## Descrizione

### Dimensioni
Roditore di medie dimensioni, con la lunghezza della testa e del corpo tra 130 e 225 mm, la lunghezza della coda tra 120 e 180 mm, la lunghezza del piede di , mm, la lunghezza delle orecchie tra 16 e 22 mm e un peso fino a 280 g.

### Aspetto
La pelliccia è lunga e arruffata. Le parti superiori variano dal giallo-brunastro chiaro al rossiccio, densamente ricoperte di lunghi peli grigio scuro, particolarmente sul dorso, mentre le parti inferiori sono color crema o grigio chiaro. La coda è più corta della testa e del corpo, uniformemente grigio scura e rivestita da 11 anelli di scaglie per centimetro. Le femmine hanno 6 paia di mammelle. Il cariotipo è 2n=50 FN=60.

## Biologia

### Comportamento
È una specie terricola e notturna. Vive in gruppi all'interno di estesi sistemi di tane e cunicoli.

### Riproduzione
Si riproduce quando le condizioni ambientali sono favorevoli.

## Distribuzione e habitat
Questa specie è diffusa nelle zone aride e semi-aride dell'Australia Occidentale settentrionale, Territorio del Nord, Australia Meridionale settentrionale e Queensland occidentale.
Vive in aree ristrette delle zone aride e semi-aride dove è sempre presente acqua e cibo.

## Conservazione
La IUCN Red List, considerato il vasto areale e la popolazione numerosa, classifica R.villosissimus come specie a rischio minimo (Least Concern).